# 喜多商店
株式会社喜多商店（きたしょうてん）は、大阪市浪速区の家電小売業。1929年創業。

## 概要
大阪・日本橋にあるでんでんタウンの老舗電器店であり、2013年までは大阪市営地下鉄(現Osaka Metro)堺筋線恵美須町駅近くにある自社ビル（喜多商店ビル）の1階で店舗を運営し、平成中期までは「来た、見た、買うた（きた、みた、こうた）」（後に「来た、見た、買った」に変更）のキャッチフレーズで関西一円にテレビCM・ラジオCMを流していた。
しかし、でんでんタウンにあった他の家電小売店の例に漏れず、景気低迷による個人消費の落ち込みや、首都圏から大阪に進出した大型家電量販店との競争が激しくなったことを受けて、2013年8月20日に店舗部分を閉店した。閉店間際の5年間は赤字が続いていた。以降はamazon.co.jpのマーケットプレイスにて引き続き小売を行っている。また店舗部分の後継テナントは韓国系の免税店となっている（2021年6月現在は新型コロナウイルス感染症 (COVID-19)の影響で長期休業中）。
でんでんタウン内にある家電小売店（免税店形態を除く）では2013年の閉店時は最後まで堺筋に直接面していた店舗であった。ただし2020年11月に同業で大手家電量販店の上新電機が運営するパソコン専門店の「J&Pテクノランド」の場所（喜多商店ビルからは2軒隣）に「ジョーシン日本橋店」が移転し、堺筋に直接面する家電小売店が復活している。